# Жеркув
Жеркув (пол. Żerków) — місто в західній Польщі. Основа економіки — туризм.

## Демографія
Демографічна структура станом на 31 березня 2011 року:
|          | Загалом | Допрацездатний вік | Працездатний вік | Постпрацездатний вік |
| -------- | ------- | ------------------ | ---------------- | -------------------- |
| Чоловіки | 1049    | 216                | 755              | 78                   |
| Жінки    | 1093    | 224                | 657              | 212                  |
| Разом    | 2142    | 440                | 1412             | 290                  |